# Dukuhjati Kidul
Dukuhjati Kidul is een bestuurslaag in het regentschap Tegal van de provincie Midden-Java, Indonesië. Dukuhjati Kidul telt 3995 inwoners (volkstelling 2010).